# Blast – Wo die Büffel röhren
Blast – Wo die Büffel röhren ist eine im Jahr 1980 erschienene amerikanische Komödie, die auf einer Reihe von semi-biographischer Geschichten des Autors Hunter S. Thompson basiert. Der Film schildert Thompsons Aufstieg in den 1970er Jahren und seine Beziehung zu Chicano-Anwalt und -Aktivist Oscar Zeta Acosta. Art Linson führte Regie, Bill Murray stellt den Autor dar und Peter Boyle stellt Acosta dar, der im Film als Carl Lazlo, Esq bezeichnet wird. Eine Reihe weiterer Namen, Orte, und andere Einzelheiten über Thompson’s Biographie sind ebenfalls im Film geändert.
Ein Nachruf, den Thompson für Acosta schrieb, „The Banshee Screams for Buffalo Meat“ (dt. Fassung: „Die Todesfee schreit nach Büffelfleisch“), die in einer Oktober-Ausgabe von 1977 des Magazins Rolling Stone erschien, dient als Grundlage des Films, obgleich Drehbuchautor John Kaye auch aus mehreren anderen Thompson-Werken Ideen benutzte, darunter „Angst und Schrecken im Wahlkampf“, „Die große Haifischjagd“ und „Angst und Schrecken in Las Vegas“. Thompson diente als „ausführender Berater“ für den Film.

## Kritik
Das Lexikon des internationalen Films urteilte, dass der Film „[e]in verklärender Rückblick auf die Hippie-Ära zu Beginn der 70er Jahre“ sei, „chaotisch und anarchisch, aber auch so konfus entwickelt, daß die gesellschaftspolitischen Attacken in Beliebigkeit untergehen.“